# Национальный театр оперы и балета Республики Молдова имени Марии Биешу
Национа́льный теа́тр о́перы и бале́та Респу́блики Молдо́ва имени Марии Бие́шу (рум. Teatrul Național de Operă și Balet „Maria Bieșu”) — музыкальный театр в Кишинёве, столице Молдавии.

## История
Основан в 1956 году на базе Молдавского театра оперы, балета и драмы, который был в свою очередь создан в 1955 году на основе Молдавского музыкально-драматического театра. Первым руководителем театра (1956—1964) был композитор Д. Г. Гершфельд — театр открылся 9 июня 1956 года постановкой его оперы «Грозован».
Первый оперный спектакль — «Грозован» Гершфельда состоялся в 1956 году, первый балет — «Бахчисарайский фонтан» Асафьева — в 1957 году. В июле 1957 года оперная и балетная труппы театра выделились в самостоятельный коллектив. Театр ставил произведение молдавских композиторов: оперы — «Аурелия» Гершфельда (1959), «Сердце Домники» Стырчи (1960, в новой редакции «Героическая баллада», 1970), балеты — «Рассвет» Загорского (1960), «Сломанный меч» (1960), «Антоний и Клеопатра» (1965) и «Арабески» (1970) Э. Лазарева; мировую классику и произведения советских композиторов, в том числе оперы — «В бурю» Хренникова (1962), «Оптимистическая трагедия» Холминова (1967), «Укрощение строптивой» Шебалина (1972), «Кето и Котэ» Долидзе (1972), «Алеко» Рахманинова (1973), балеты — «Тропою грома» Караева (1961), «Барышня и хулиган» на музыку Шостаковича (1968), «Кармен-сюита» Ж. Бизе — Р. Щедрина (1971) и др.
Оперная труппа гастролировала в Румынии (1957), балетная — в Болгарии (1971), и позднее во многих других странах мира.
В 1980 году было построено новое здание театра в Кишинёве по адресу проспект Ленина (ныне ул. Штефана чел Маре), 152. Архитекторы: Н. Куренной, А. Горшков. Скульпторы: В. Новиков, Н. Сажина, Б. Дубровин, Г. Дубровина.
В театре регулярно проводятся различные концерты и фестивали, включая знаменитый фестиваль «Приглашает Мария Биешу».

## Репертуар

### Оперы

Сцена из балета Э. Лазарева «Антоний и Клеопатра»

- Франческо Чилеа «Адриана Лекуврёр» Опера в четырёх действиях
- Джузеппе Верди «Аида» Опера в четырёх действиях
- Джузеппе Верди «Бал-маскарад» Опера в трёх действиях
- Джакомо Пуччини «Богема» Опера в трёх действиях
- Пётр Чайковский «Евгений Онегин» Опера в трёх действиях
- Пётр Чайковский «Иоланта» Опера в одном действии
- Жорж Бизе «Кармен» Опера в четырёх действиях
- Гаэтано Доницетти «Любовный напиток» Опера в двух действиях
- Гаэтано Доницетти «Лючия де Ламмермур» Опера в двух действиях
- Джакомо Пуччини «Мадам Баттерфляй» («Чио-Чио-Сан») Опера в двух действиях
- Джузеппе Верди «Набукко» Опера в четырёх действиях
- Винченцо Беллини «Норма» Опера в двух действиях
- Руджеро Леонкавалло «Паяцы» Опера в двух действиях с прологом
- Пётр Чайковский «Пиковая дама» Опера в трёх действиях
- Джузеппе Верди «Риголетто» Опера в трёх действиях
- Вольфганг Моцарт «Свадьба Фигаро» Опера в четырёх действиях
- Джоакино Россини «Севильский цирюльник» Опера в двух действиях
- Пьетро Масканьи «Сельская честь» Опера в одном действии
- Джакомо Пуччини «То́ска» Опера в трёх действиях
- Джузеппе Верди «Травиата» Опера в трёх действиях
- Джузеппе Верди «Трубадур» Опера в четырёх действиях
- Джакомо Пуччини «Турандот» Опера в трёх действиях

### Балеты
- Богдан Павловский. «Белоснежка и семь гномов». Балет в трёх действиях
- Людвиг Минкус. «Дон Кихот». Балет в трёх действиях с прологом
- Адольф Адан. «Жизель». Балет в двух действиях
- Жорж Бизе. «Кармен-сюита». Балет в одном действии
- Лео Делиб. «Коппелия». Балет в трёх действиях
- Пётр Чайковский. «Лебединое озеро». Балет в четырёх действиях
- Сергей Прокофьев. «Ромео и Джульетта». Балет в трёх действиях
- Герман Левенскольд. «Сильфида». Балет в двух действиях
- Пётр Чайковский. «Спящая красавица». Балет-феерия в трёх действиях с прологом
- Петер Людвиг Гертель. «Тщетная предосторожность». Балет в трёх действиях
- Карен Хачатурян. «Чиполлино». Балет в трёх действиях
- Пётр Чайковский «Щелкунчик» Балет в двух действиях
- Фредерик Шопен. «Шопениана». Балет в одном действии

## Исполнители
- Басин, Николай Анатольевич
- Биешу, Мария Лукьяновна
- Ботезат, Прасковья Андреевна
- Драгош, Владимир Фёдорович
- Ерофеева, Людмила Васильевна
- Курин, Виктор Николаевич
- Лозник, Нухим Моисеевич
- Мунтян, Михаил Иванович
- Павленко, Ион Георгиевич — бас.
- Савицкая, Валентина Савельевна
- Стрезева, Светлана Филипповна

## Дирижеры
- Андрей Юркевич
- Николае Дохотару
- Михаил Сечкин
- Попова, Светлана Георгиевна
- Альфред Гершфельд
- Михай Амихалакьоае
- Гаврилов Лев Павлович

## Режиссёры
- Евгений Платон
- Элеонора Константинова
- Михаил Тимофти